# Ной-Драушковиц

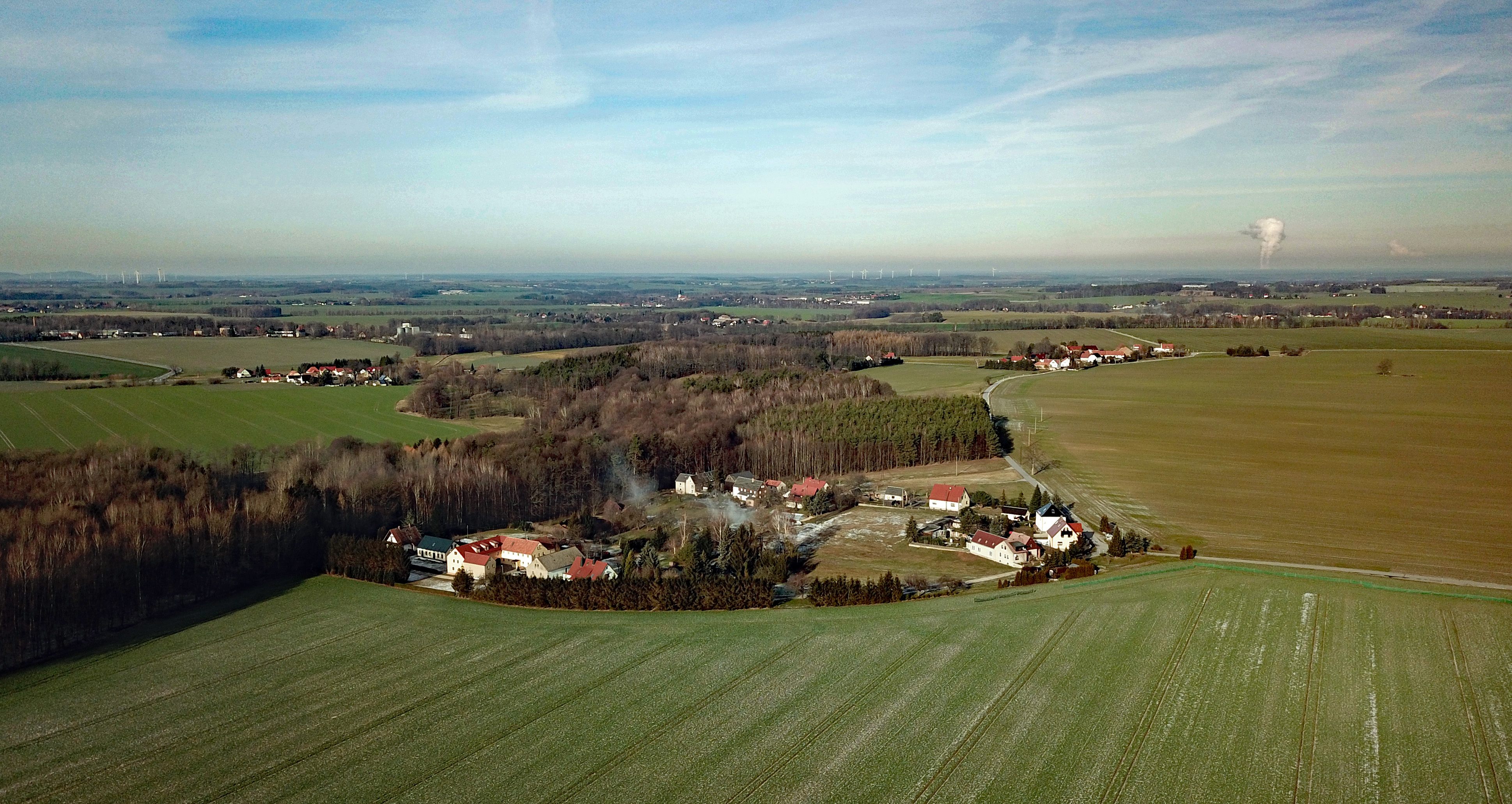

Ной-Дра́ушковиц или Но́ве-Дру́жкецы (нем. Neu-Drauschkowitz; в.-луж. Nowe Družkecyо файле) — деревня в Верхней Лужице, Германия. Входит в состав коммуны Добершау-Гаусиг района Баутцен в земле Саксония. Подчиняется административному округу Дрезден.
На западе от деревни протекает река Лангес-Вассер (Длога-Вода). Расположена южнее Баутцена. Соседние населённые пункты: на севере — деревня Драушковиц (Дружкецы), на востоке — деревня Гнашвиц (Гнашецы), на юге — деревня Вайснауслиц (Беле-Нослицы), на юго-западе — деревня Качвиц (Кочица) и на северо-западе — деревня Брёзанг (Брезынка).
Образовалась в начале XIX веке как выселки деревни Драушковиц. С 1834 по 1974 года входила вместе с деревнями Драушковиц, Брёзанг и Качвиц входила в коммуну Драушковиц, с 1974 по 1999 года — в коммуну Гаусиг и с 1999 года — в современную коммуну Добершау-Гаусиг.
В настоящее время деревня входит в состав культурно-территориальной автономии «Лужицкая поселенческая область», на территории которой действуют законодательные акты земель Саксонии и Бранденбурга, содействующие сохранению лужицких языков и культуры лужичан.
Официальным языком в населённом пункте, помимо немецкого, является также верхнелужицкий язык.